# Muszlowce (mięczaki)
Muszlowce, skorupowce (Conchifera) – podtyp w obrębie typu mięczaków (Mollusca), tradycyjnie przeciwstawiany obunerwcom (Amphineura), wyróżniany przez część systematyków na podstawie obecności zewnętrznego szkieletu w postaci jedno- lub dwuczęściowej muszli. U niektórych grup muszla uległa częściowej lub całkowitej redukcji. W zapisie kopalnym znane są z osadów kambryjskich. Conchifera obejmuje ponad 125 tys. gatunków, tj. większość mięczaków, znacznie różniących się morfologicznie, ale wykazujących typowy dla mięczaków plan budowy ciała. W analizach filogenetycznych muszlowce klasyfikowane są jako grupa siostrzana igłoskórych (Aculifera).
Do muszlowców zaliczane są gromady:
- jednotarczowce (Monoplacophora)
- ślimaki (brzuchonogi) (Gastropoda)
- łódkonogi, walconogi (Scaphopoda)
- małże (Bivalvia)
- głowonogi (Cephalopoda)